# Racija (glasbena skupina)
Racija je bila slovenska punk rock skupina iz Ljubljane.

## Člani
- Marko Vogrinc /Mare - vokal
- Jure Engelsberger /Engels - kitara
- Matija Kočevar /Kočo - bobni
- Miha Zbašnik /Zbašnik - bas kitara

## Diskografija
- Rdeči alarm (1996)
- (Restav)Racija za vse generacije (1997)
- Agenti (1999)

## Uspešnice
- To ni bla Metka
- Rdeči alarm
- Stara
- Junaki
- Ljubljana
- Dobr precednik